# Clarke Breitkreuz
Clarke Breitkreuz (* 28. November 1991 in Springside, Saskatchewan) ist ein deutsch-kanadischer Eishockeyspieler, der seit Juni 2021 erneut bei den Lausitzer Füchsen aus der DEL2 unter Vertrag steht und dort auf der Position des rechten Flügelstürmers spielt. Zuvor war Breitkreuz bereits einmal zwei Jahre für die Füchse aktiv und spielte ebenso für die Löwen Frankfurt und Kassel Huskies in der DEL2. Sein älterer Bruder Brett Breitkreuz war ebenfalls professioneller Eishockeyspieler.

## Karriere

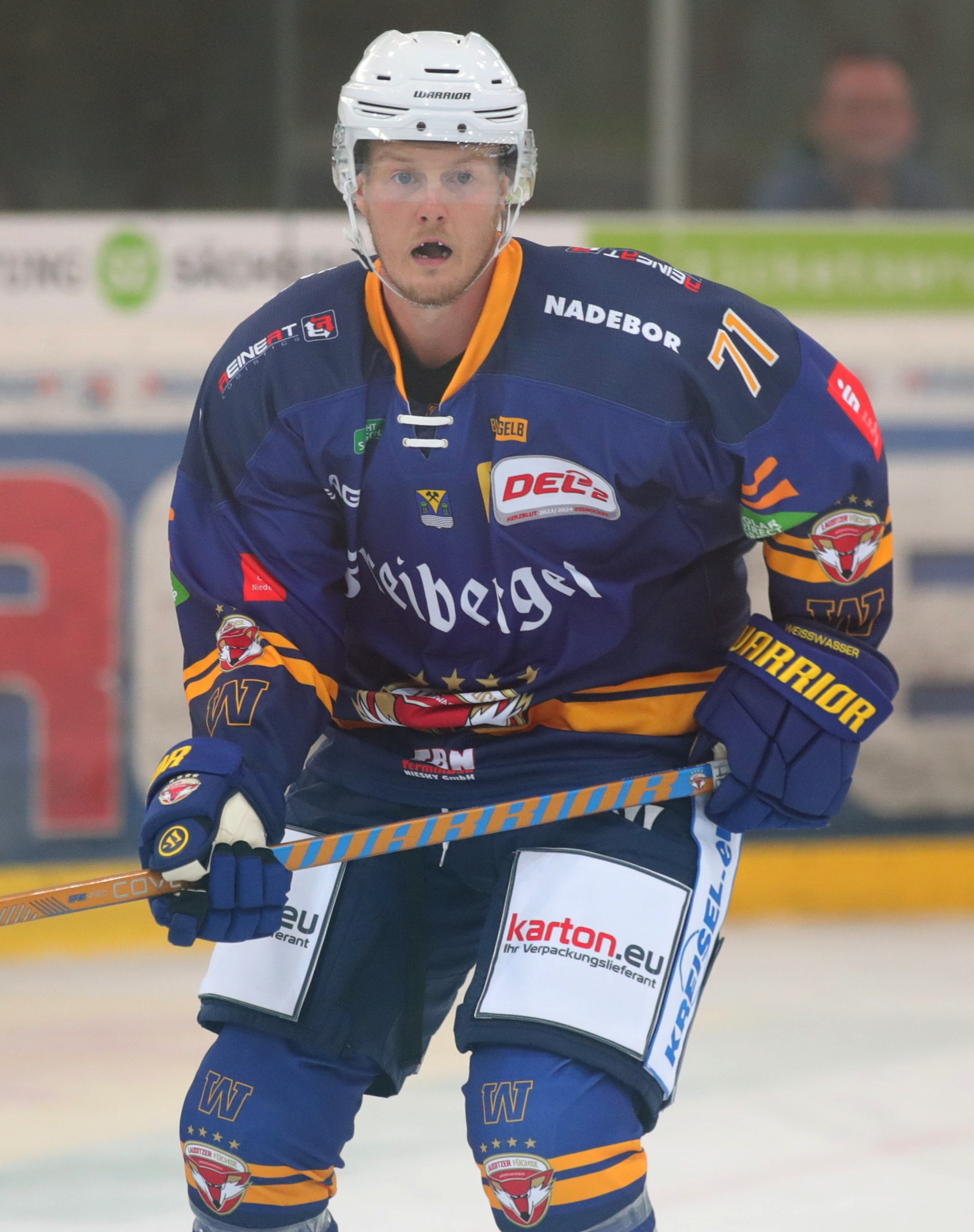
Breitkreuz im Trikot der Lausitzer Füchse (2023)

Clarke Breitkreuz spielte während seiner Juniorenzeit zwischen 2008 und 2011 hauptsächlich bei den Yorkton Terriers in der Saskatchewan Junior Hockey League (SJHL). Von dort war er in diesem Zeitraum auch an Teams der höherklassigen Western Hockey League (WHL) ausgeliehen und spielte für die Regina Pats sowie Prince George Cougars. In seiner letzten Saison für die Terriers wurde er von seinem Team zum wertvollsten Spieler der Saison gewählt. In den Jahren 2009 und 2010 nahm er an der World Junior A Challenge für das Team Canada West teil, das unter anderem vom Dachverband der zweitklassigen kanadischen Juniorenligen Canadian Junior Hockey League (CJHL) organisiert worden war.
Wie sein Bruder Brett Breitkreuz wechselte er nach seiner Juniorenzeit nach Deutschland und absolvierte im Sommer 2011 ein Probetraining beim ERC Ingolstadt aus der Deutschen Eishockey Liga (DEL). Da es jedoch zu keinem Vertragsabschluss kam, spielte Breitkreuz die Saison 2011/12 bei den Füchsen Duisburg in der drittklassigen Oberliga, mit denen er das Playoff-Finale erreichte, dieses jedoch gegen die Tölzer Löwen verlor. Zur Spielzeit 2012/13 erhielt er wie sein Bruder einen Vertrag beim DEL-Klub Kölner Haie, lief jedoch die gesamte Saison wieder für die Füchse auf, die in dieser Saison Oberliga-Kooperationspartner der Kölner waren. Im Sommer 2013 wechselte Breitkreuz zum Oberligakonkurrenten Löwen Frankfurt, mit dem er in der Saison 2013/14 sowohl die Meisterschaft in der Oberliga West als auch den Aufstieg in die DEL2 feiern konnte, wobei er sowohl in der Hauptrunde als auch in den Playoffs punktbester Spieler der Hessen war. Im Verlauf des Spieljahres wurde er von Frankfurt für vier Spiele an die Grizzly Adams Wolfsburg aus der DEL ausgeliehen und erzielte am 29. November 2013 im Spiel gegen die Schwenninger Wild Wings sein erstes DEL-Tor. Ab der Saison 2014/15 stand der Stürmer in der DEL2 für Frankfurt auf dem Eis, ab der Saison 2015/16 wieder vereint mit seinem Bruder. In der Saison 2016/17 wurde er mit Frankfurt Meister der DEL2. Nach dem Abschluss des Spieljahres 2017/18 verließ er den Verein.
Anfang Juni 2018 wurde der Kanadier bei Frankfurts DEL2-Konkurrent Lausitzer Füchse als Neuzugang vermeldet und war dort in der Saison 2019/20 Mannschaftskapitän. Im Sommer 2020 wurde Breitkreuz von den Kassel Huskies für die Spielzeit 2020/21 unter Vertrag genommen. Bei den Huskies traf er auf seinen ehemaligen Trainer Tim Kehler und erreichte mit der Mannschaft der Huskies das Playoff-Finale, in dem sie den Bietigheim Steelers unterlag. Im Juni 2021 kehrte Breitkreuz zu den Lausitzer Füchsen zurück.

## Erfolge und Auszeichnungen
- 2009 Silbermedaille bei der World Junior A Hockey Challenge
- 2014 Meister der Oberliga West und Aufstieg in die DEL2 mit den Löwen Frankfurt
- 2017 DEL2-Meister mit den Löwen Frankfurt

## Karrierestatistik
Stand: Ende der Saison 2024/25

### International
Vertrat Kanada bei:
- World Junior A Hockey Challenge 2009
- World Junior A Hockey Challenge 2010

(Legende zur Spielerstatistik: Sp oder GP = absolvierte Spiele; T oder G = erzielte Tore; V oder A = erzielte Assists; Pkt oder Pts = erzielte Scorerpunkte; SM oder PIM = erhaltene Strafminuten; +/− = Plus/Minus-Bilanz; PP = erzielte Überzahltore; SH = erzielte Unterzahltore; GW = erzielte Siegtore; 1 Play-downs/Relegation; Kursiv: Statistik nicht vollständig)